# 스칸디나비아반도
스칸디나비아반도(Scandinavian Peninsula)는 유럽의 북서쪽 끝에 위치하고 발트해를 낀 반도이다. 북쪽의 러시아와 핀란드에서 시작해 남쪽으로 덴마크에 거의 닿는다. 스칸디나비아반도에는 스칸디나비아산맥을 기준으로 서쪽에 노르웨이, 동쪽에 스웨덴이 있다.

## 지리
스칸디나비아반도는 유럽에서 가장 큰 반도이다. 길이는 약 1,850km이며, 폭은 약 370~805km이다. 스칸디나비아반도는 여러 바다로 둘러싸여 있다.
- 동쪽으로 발트해(보트니아만 포함)
- 남서쪽과 서쪽으로 북해(카테가트 해협과 스카게라크 해협 포함)
- 서쪽으로 노르웨이해
- 북쪽으로 바렌츠해

반도에서 가장 높은 산은 노르웨이의 갈회피겐산이다. 유럽 최대의 빙하인 요스테달 빙하도 있다.
인구의 대부분은 반도의 남쪽 끝에 몰려 있다. 스웨덴의 스톡홀름과 예테보리, 노르웨이의 오슬로가 가장 큰 도시이다.

## 기후
쾨펜의 기후 구분 상 남부 및 해안 지역은 냉대 습윤 기후에 속하며, 북부 내륙 쪽은 툰드라 기후에 속해있다. 전체적으로 스칸디나비아반도의 기후는 위도에 비하면 상당히 따뜻하다. 예를 들어 오슬로의 경우 겨울 평균 기온이 영하 5도 정도로 대한민국, 일본의 겨울 날씨와 유사하다. 이는 멕시코 난류의 영향을 받아 겨울에도 중남미의 열이 스칸디나비아반도에도 올라오기 때문이다. 이로 인해 스칸디나비아반도 남부 지역은 일본 도쿄보다도 겨울철 기후가 따뜻한 경우가 존재한다. 반면, 멕시코 난류의 영향을 거의 받지 못하는 스웨덴 북부, 핀란드 등 내륙쪽의 경우 겨울에는 영하 30~50도까지 떨어지기도 한다. 최근에는 지구 온난화의 영향으로 겨울에 영하 20도를 기록하거나 여름에 30도가 넘는 일이 많아졌다.

## 같이 보기
- 페노스칸디아